# Trattato di Valençay

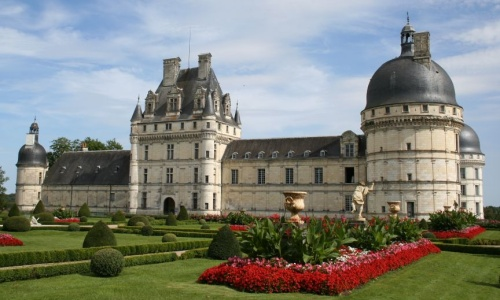
Castello di Valençay

Il trattato di Valençay (11 dicembre 1813), che prende il nome dall'omonimo castello di proprietà del ministro degli esteri francese Charles Maurice de Talleyrand, fu firmato da Antoine René Mathurin e José Miguel de Carvajal y Manrique per conto rispettivamente dell'impero francese e della monarchia spagnola. Inteso come fase preliminare di un trattato di pace completo tra Francia e Spagna, l'accordo permise la restaurazione di Ferdinando VII, imprigionato a Valençay dal 1808, sul trono di Spagna usurpato da Giuseppe Bonaparte.

## Descrizione
All'interno del trattato si parlava anche di un armistizio che nessuno dei due, diffidando dell'avversario, aveva intenzione di rispettare. Sembra che Napoleone abbia anche ottenuto da Ferdinando la promessa, in un documento segreto a parte, che la monarchia spagnola avrebbe ordinato all'esercito di attaccare britannici e portoghesi, dato che Wellington continuava ad utilizzare la Spagna come base per gli attacchi alla Francia. In ogni caso, la Cortes di Cadice sciolse l'accordo una volta che Ferdinando ebbe raggiunto sano e salvo Madrid. La guerra d'indipendenza spagnola si sarebbe trascinata fino alla sconfitta finale di Napoleone contro le forze della sesta coalizione.